# Jean-Marie Demange
Pour les articles homonymes, voir Demange.
Jean-Marie Demange, né le 23 juillet 1943 à Toulouse et mort le 17 novembre 2008 à Thionville, est un homme politique français.
Médecin, membre du RPR puis de l'UMP, il est conseiller général de la Moselle de 1985 à 1988, député de la Moselle de 1986 à 2008, vice-président du conseil régional de Lorraine de 1992 à 1995, et maire de Thionville de 1995 à 2008. À l'issue de ce mandat, il assassine sa maîtresse avant de se suicider.

## Biographie
Fils de Maurice Demange, maire de Maizières-lès-Metz de 1965 à 1995, Jean-Marie Demange est angiologue de profession.
Il s'engage en politique sous l'étiquette RPR, et est élu conseiller général de la Moselle en 1985 dans un canton réputé de gauche, puis député de la Moselle en 1986. Il est réélu dans la 9e circonscription de ce département en 1988, 1993, 1997 et 2002.
Lors des élections municipales de 1995, la liste qu'il conduit l'emporte à Thionville, face à la liste de gauche dirigée par le communiste Paul Souffrin qui administre la commune  depuis 1977. Devenu maire, Demange a notamment pour adjoint l'ancien député Henri Ferretti. Il lance dès lors énormément de travaux dans la ville, avec, notamment, la réfection du plateau piétonnier, confiée à l’architecte Jean-Michel Wilmotte, mais où les voitures sont conservées. Il fait également construire le projet très controversé de centre commercial en centre-ville dit « La Cour des Capucins ». Devant les polémiques et les accusations de « bétonneur », il abandonne son projet de création de passerelle entre l’église Saint-Maximin et la gare. Celle-ci sera finalement construite des années plus tard par son successeur et ami médecin, Pierre Cuny.
Jean-Marie Demange est réélu facilement en 2001 mais son comportement viendra ternir son second mandat municipal. Sa dérive autoritariste, son management brutal et les insultes régulièrement adressées aux agents municipaux lui valent le surnom de « Telle est ma volonté ». Il a une très haute estime de lui-même à cette période : sur la carte de la commune accrochée au mur de son bureau, il cherche souvent la rue ou la place qui pourrait porter son nom.
Il conduit en outre régulièrement sous l’emprise de l’alcool et de drogues qu’il s'autoprescrit ou se procure par l’intermédiaire de ses amis médecins, et qu'il consomme directement devant les agents municipaux, ce qui lui vaut d’enchaîner les accidents avec sa voiture de fonction.
En 2002, à 60 ans, il entame une liaison avec Karine Albert, restauratrice, qui n’a que 37 ans et qu’il recrute comme attachée parlementaire. Il loue pour elle un appartement à Thionville, dans lequel elle s'installe avec ses deux enfants, alors que lui réside avec son épouse à Maizières-lès-Metz. Une sorte de duplex est également aménagée au sein même de la mairie avec des canapés et une salle de bain mais les employés ont interdiction d’y entrer.
Exaspéré par l’agressivité du Maire et l’omniprésence de Pierre Cuny, le secrétaire général de la mairie, Patrick Luxembourger, démissionne avec fracas et se présente contre lui aux élections législatives : Jean-Marie Demange le qualifie alors de « traître » et confie le secrétariat général à son ami Roger Schreiber qui deviendra plus tard l’adjoint à l’urbanisme de Pierre Cuny.
De nouveau réélu député le 19 juin 2007, Demange siège au sein du groupe UMP.
Aux élections municipales de mars 2008 à Thionville, il décide de rajeunir sa liste et confie la troisième place à Pierre Cuny, qu’il désigne comme son successeur. Alors qu'il a presque la victoire assurée dès le premier tour, où il ne lui manque qu'une quarantaine de voix pour obtenir la majorité absolue, il est finalement battu d'une courte tête par son opposant socialiste Bertrand Mertz au second tour, davantage par rejet de sa personne que par adhésion au programme de son opposant.
Dès le lendemain, il fait commettre un délit aux agents municipaux en ordonnant la destruction de tous les dossiers du cabinet et des archives de douze années de mandat municipal. Le samedi suivant, il refuse d'assister à la passation de pouvoir. Il devient alors de plus en plus dépressif avec des accès suicidaires.
Le 17 novembre 2008, abandonné par ses amis politiques, Jean-Marie Demange tue sa maîtresse, Karine Albert, d'une balle à bout portant dans la tempe, sur le balcon de l'appartement qu'il louait pour elle, après l'y avoir rouée de coups. Il va ensuite se suicider à l’intérieur en retournant l'arme contre lui. La victime lui avait auparavant fait part de son intention de le quitter, ayant rencontré quelqu'un d'autre.
À la suite du déballage médiatique de leur vie privée, l'année suivante, son épouse, Christiane, mettra fin à ses jours à son tour.
Apprenant le féminicide et le suicide du député Demange, la vice-présidente de l’Assemblée nationale qui dirige la séance, Danièle Hoffman-Rispal, fait tout de même observer une minute de silence par l'Assemblée nationale en sa mémoire, mais en raison de la gravité de son crime, il n'aura pas droit à l'éloge funèbre qui est traditionnellement rendu aux anciens parlementaires. En avril 2025, Sophie Loubière publie un livre, Une minute de silence, consacré à la vie de Jean-Marie Demange et à cette minute de silence, « Un silence qui a duré bien plus d’une minute », d'après la journaliste,.
Jean-Marie Demange est remplacé à l'Assemblée nationale par sa suppléante, Anne Grommerch, qui deviendra aussi maire de Thionville en 2015.

## Récapitulatif des mandats
- 18/03/1985 - 02/10/1988 : conseiller général de la Moselle
- 02/04/1986 - 14/05/1988 : député RPR de la Moselle
- XX/03/1989 - 17/11/2008 : conseiller municipal de Thionville (Moselle)
- 13/06/1988 - 01/04/1993 : député RPR
- 20/03/1989 - 18/06/1995 : conseiller municipal de Thionville
- 23/03/1992 - 01/07/1995 : vice-président du conseil régional de Lorraine
- 02/04/1993 - 21/04/1997 : député RPR
- 25/06/1995 - 21/03/2008 : maire de Thionville
- 01/06/1997 - 18/06/2002 : député RPR
- 19/06/2002 - 19/06/2007 : député UMP
- 20/06/2007 - 17/11/2008 : député UMP